# كارل أندرسون (عداء مراثوني)
كارل أندرسون هو عداء مراثوني سويدي، ولد في 3 يناير 1877 في أوميو في السويد، وتوفي في 4 يناير 1956.

## وصلات خارجية
- كارل أندرسون على موقع أوليمبيديا (الإنجليزية)
- كارل أندرسون على موقع اللجنة الأولمبية السويدية (السويدية)